# IG-541
L’IG-541 (IG pour inert gas, « gaz inerte »), également appelé Inergen par antonomase, est un gaz inerte composé de 52 % d'azote, 40 % d'argon et 8 % de CO2. Il est généralement stocké en bouteilles de 80 litres, sous 200 bars.
Il est utilisé dans certains systèmes anti-incendie et contrairement aux systèmes à poudre ou à eau, il n'endommage pas le matériel fragile (matériel informatique, électronique…). La décompression brutale du gaz peut cependant provoquer des pannes sur les disques durs. Il est de plus non toxique pour l'homme et pour l'environnement. L'Inergen sert au remplacement des gaz halons qui étaient auparavant utilisés dans les systèmes d'anti-incendie. Il étouffe le feu, mais reste respirable. Il est par contre plus encombrant en stockage. C'est une des alternatives possibles,.